# 模仿

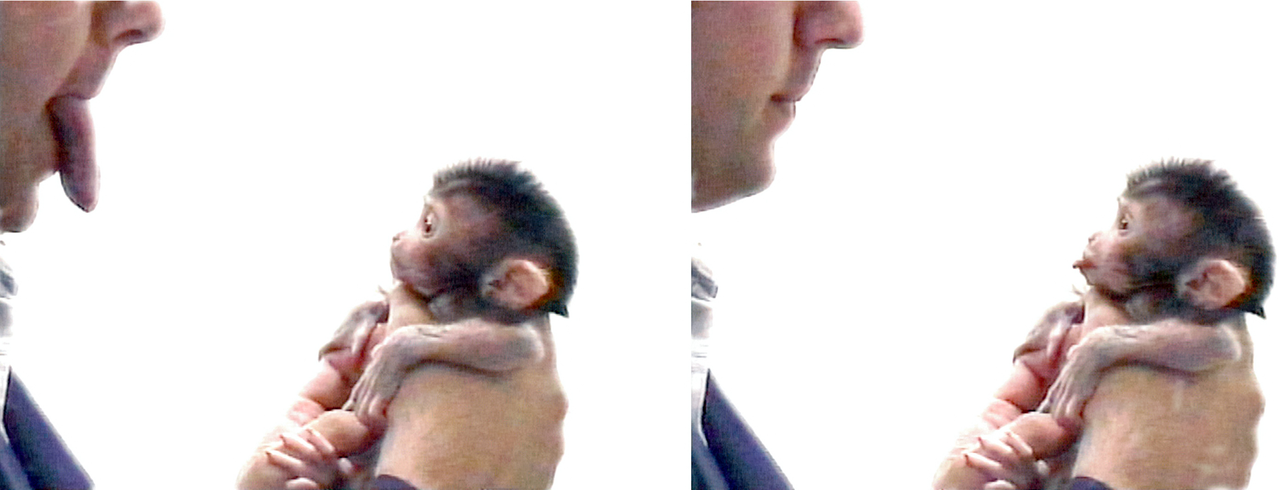
一個剛出生不久的獼猴屬物種個體出現模仿人類個體吐舌行為的現象。

模仿（英語：imitate），或稱仿效、模效、模傚、摹仿、摹傚等，是一種動物個體有意識的觀察並複製外界行為的現象。 模仿導致個體之間和代際文化及傳統的形成，此過程相對不涉及基因遺傳。 潛意識所致的模仿被稱為鏡映。
模仿使個體能夠藉觀察周遭快速有效地學習。但是，在人類之中，有些如患有自閉症類群障礙的個體可能缺乏此類能力；此類情況可透過應用行為分析等方式改善。